# Punta Canso
Punta Canso (spanisch) ist eine Landspitze im Grahamland auf der Antarktischen Halbinsel. Sie liegt am Südufer der Bone Bay im Westen der Trinity-Halbinsel.
Argentinische Wissenschaftler benannten sie in Anlehnung an die Benennung der benachbarten Canso Rocks. Diese tragen den Trivialnamen für Flugzeuge des Typs Consolidated PBY, die bei der Falkland Islands and Dependencies Aerial Survey Expedition (1955–1957) zum Einsatz kamen.